# Pachydactylus purcelli
Pachydactylus purcelli är en ödleart som beskrevs av  George Albert Boulenger 1910. Pachydactylus purcelli ingår i släktet Pachydactylus och familjen geckoödlor. Inga underarter finns listade i Catalogue of Life.